# Pico Ruivo do Paul
Der Pico Ruivo do Paul (portugiesisch für Rote Moorspitze) ist mit 1.639 m (nach anderen Angaben 1640 m) die höchste Erhebung in dem Hochplateau Paul da Serra auf der portugiesischen Insel Madeira im Atlantischen Ozean. Der gegenüber dem Hochplateau nicht sehr ausgeprägte Berg fällt gegenüber diesem mit Hängen ab, die mit Adlerfarn und Stechginster bewachsen sind, nach Norden dagegen mit einer Steilkante. Von dem leicht erreichbaren Gipfel, der einen Vermessungspunkt trägt, bietet sich eine lohnende Aussicht auf die Serra, das madeirische Zentralmassiv und das Tal von São Vicente.